# کونوئه ناگاکو
کونوئه ناگاکو (به ژاپنی: 近衛長子 Konoe Nagako) یا تاکاتسوکاسا-این؛ ۱۲۱۸ – ۹ مارس ۱۲۷۵) همسر امپراتور گو-هوریکاوا بود.